# 602

## Догађаји
- Цар Маврикије успева да придобије Аваре за византијску власт, али његови походи против Авара, Лангобарда, Персијанаца и Словена исцрпљују царску благајну, захтевајући повећање пореза. Он наређује трупама да презиме иза Дунава, али под Фоком избија побуна. Он враћа византијске снаге преко Дунава и креће на Цариград.
- 27. новембар – Избија грађански рат и Фока улази у Цариград. Морис је ухваћен како покушава да побегне; приморан је да присуствује клању својих пет синова и свих његових присталица, а затим бива погубљен после 20-годишње владавине. Његова жена Константина и његове три ћерке су поштеђене и послате у манастир. Фока је проглашен за новог цара Византијског царства.
- Византијско-персијски рат: Краљ Хозроје II покреће офанзиву на Цариград, да би осветио Морисову смрт и покушава да поново освоји византијску територију. Нарзес, гувернер Горње Месопотамије, побунио се против Фоке у граду Едеси и затражио помоћ од Персијанаца. Хозроје II шаље експедиционе снаге у Јерменију и прелази реку Еуфрат.
- Пролеће – Витерик је постављен за главног команданта војске Визигота и добија наређење од краља Лијуве II да протера Византинце из Хиспаније.
- Краљ Хозроје II припаја Лахмидско краљевство (Јужни Ирак) и убија краља Нумана III.
- Трећа кинеска доминација Вијетнамом: Крај династије Еарли Ли; Хау Ли Нам Ђе, последњи владар Вон Ксуана (Северни Вијетнам), абдицира са престола и постаје вазал династије Суи.
- Земљотрес 602. године у манастиру Сурб Карапет. То је утицало на манастир Сурб Карапет, који се налази у округу Тарон (Јерменија).
- Августин Кентерберијски се састаје са велшким епикопима у Аусту близу Чепстоуа. Оптужује их да нису усвојили халкидонски начин датирања Ускрса и наговара их да прихвате учење о крштењу.